# Stefania Dretler-Flin

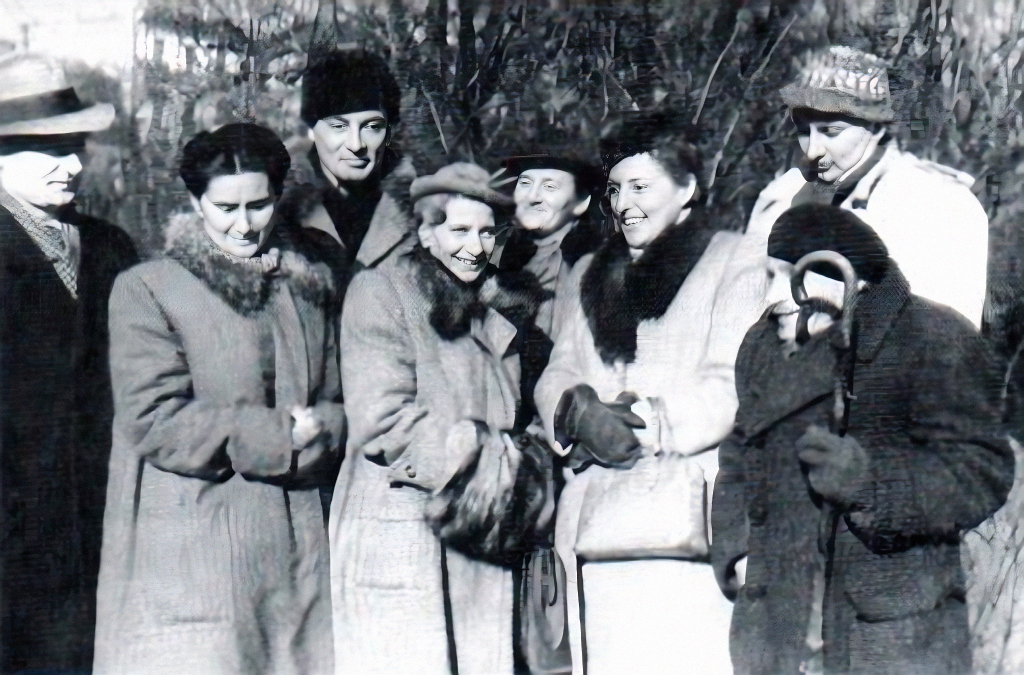
„Grupa 9 Grafików” – od lewej: Mieczysław Wejman, Helena Krażowska-Knotowa, Jerzy Bandura, Bogna Krasnodębska-Gardowska, Stefania Dretler-Flin, Krystyna Wróblewska, Adam Młodzianowski i Leon Kosmulski, 1949

Stefania Dretler-Flin z d. Juer (ur. 11 marca 1909 w Krakowie, zm. 11 marca 1994 tamże) – polska graficzka, ilustratorka, rzeźbiarka i ceramiczka.

## Życiorys
Po studiach artystycznych w rodzinnym Krakowie kształciła się w paryskiej Académie Colarossi. Debiutowała w 1933. Specjalizowała się w grafice – linorycie i drzeworycie, oraz po 1960 w ceramice i rzeźbie figuralnej.
W okresie okupacji niemieckiej najpierw przebywała we Lwowie, a potem przeniosła się do Warszawy. Należała do Armii Krajowej. Uczestniczyła w powstaniu warszawskim, w którym zginął jej pierwszy mąż.
Po II wojnie światowej wróciła do Krakowa i w 1947 przystąpiła do „Grupy Dziewięciu Grafików”. W wystawach m.in. tej formacji pokazywała swoje prace. W latach 60. wraz z drugim mężem zajęła się w szerszym zakresie twórczością ceramiczną. Małżonkowie mieli wspólną pracownię wyposażoną w piec do wypalania ceramiki.
W marcu 1979 odbyła się w Pałacu Sztuki w Krakowie retrospektywna wystawa jej prac.
Po śmierci spoczęła w grobie rodzinnym na cmentarzu Rakowickim. Kwatera XXIIB, rząd 15, miejsce 6.

### Małżeństwa i dzieci
Była dwukrotnie zamężna. Jej pierwszym mężem był Julian Dretler (1905–1944) – lekarz psychiatra i naukowiec. Drugim został Zygmunt Flin (1909–1993) – architekt, rzeźbiarz i ceramik. W latach 1943–1945 był więźniem niemieckiego obozu koncentracyjnego Auschwitz. Miała z nim syna, Piotra – astronoma, dr hab. nauk fizycznych, i córkę Joasię (1946–1948).

## Wybrana twórczość

### Grafika
- Stragan, 1934
- Polonia, 1945
- Dziewczynka z kozami, 1945
- Zima, 1946
- Lato, 1946
- Teka Najpiękniejszy jest Kraków, 1947
  -  Wizja
  - Rynek krakowski
  - Kaplica Przemienienia Pańskiego w kościele Najświętszej Marii Panny
  - Plac Mariacki
  - Biblioteka Jagiellońska
  - Lajkonik
  - Wieża ratuszowa
  - Ulica Kanoniczna
  - Wawel
  - Dziedziniec arkadowy na Wawelu
- Teka Polskie uzdrowiska, 1947–1948 – 15 drzeworytów
  - Międzyzdroje
  - Szczawnica Zdrój
  - Ciechocinek
- Orfeusz i Eurydyka
- Szyny, 1948/1949
- Narciarz, 1949
- Obskok, 1949
- Hokej, 1949
- Teka Legendy Krakowa, 1950 – 14 drzeworytów
- Przekupki,  lata 50.
- Akt, lata 50.
- Akt (tyłem), lata 50.
- Akt klęczący, lata 50.
- Akwarium I
- Akwarium II
- Autoportret, 1951
- Teka Z walk Ludowego Wojska Polskiego, 1951 – 16 drzeworytów
- Cyganki II, 1958
- Clown, 1959
- Erotyk I
- Erotyk II
- Cyganka I, lata 60.
- Sen, 1961
- Dwoje, 1969
- Paw, 1973
- Księżycowy byk, 1974
- Tanatos, 1979

### Ekslibrisy
- Ex libris Luby i Bolesława Drobnerów
- Ex libris S. i Z. Flinów
- Ex libris Piotra Flina
- Ex libris Galambos Ferenc
- Ex libris dr M. Grońska
- Ex libris Tadeusz T. Gudzowski
- Ex libris T. Olszewskiego
- Ex libris Klaus Rödel
- Ex libris A. i A. Sylwinów
- Ex Libris mgr R. Szatko
- Ex libris M. i M. Wejmanów
- Ex libris Mieczysława Wejmana

### Ilustracje i opracowania graficzne książek
- Kieszonkowy atlas turystyczny, aut. Krystyna Chodorowicz, wyd. Instytut Kartograficzny i Wydawniczy „Glob”, 1947
- Marynia, aut. Selma Lagerlöf, wyd. Nasza Księgarnia, 1948
- Manewry Ramzesa (fragmenty powieści Faraon), aut. Bolesław Prus, wyd. Książka i Wiedza, 1959

### Ceramika – wspólnie z Zygmuntem Flinem
- Macierzyństwo, lata 60. – ceramika szkliwiona
- Wazony (różne wzory), lata 60. – ceramika szkliwiona
  - Wazon trójnożny
- Świeczniki (różne wzory), lata 60. – plakieta szkliwiona
- Dziewczyna z koszem, lata 60. – plakieta szkliwiona
- Kinkiety (różne wzory), lata 60. – ceramika szkliwiona
- Patery dekoracyjne (różne wzory), lata 60. – ceramika szkliwiona
- Talerze dekoracyjne (różne wzory), lata 60. – ceramika szkliwiona